# منطقه تفریحی جنگل شانلینشی
منطقه تفریحی جنگل شانلینشی (به لاتین: Shanlinxi Forest Recreation Area) یک جنگل در تایوان است که در Zhushan واقع شده‌است.